# Bollnäs
För andra betydelser, se Bollnäs (olika betydelser).
Bollnäs är en tätort i Hälsingland och centralort i Bollnäs kommun, Gävleborgs län, belägen vid Norra stambanan och riksvägarna 50 och 83. Ortsnamnet finns först nedtecknat från 1312 och då som Baldanes, med betydelsen det stora näset.

## Historia

### Onbacken
I centrala Bollnäs finns en fornlämning kallad Onbacken och den har i århundraden varit en källa till fascination, hos såväl forskare som allmänhet. Många olika tolkningar och fantasier om platsen har förekommit. År 1829 besökte den skånske prästen Nils Johan Ekdahl lämningen, vilken han kallade för "Kyrkgrunden" på Ornbacken. Vitterhetsakademien hade givit honom i uppdrag att  göra forskningsresor i Norrland och samla in antikviteter samt information om dem. I deras arkiv finns hans anteckningar där han om platsen skrivit: 
"På den s. k. Ornbacken 1/8 mil norr från kyrkan finnes en oregelbunden stenhop, som anses vara grundvalen till en forntida kyrkoanläggning. 80 alnar därifrån finnes en gravhög, något skadad i mitten, 7 alnar i diameter och 3 alnar hög. 800 alnar därifrån i en åkertäppa finnes en gravhög 14 alnar i diameter och två alnar hög, något skadad. En dito 25 alnar i diameter och 4 alnar hög är till hälften bortförd."
1923 utförde Gustaf Hallström en utgrävning av ett par högar, vilka han trodde var grunden efter ett "hednatempel". Senare fick man veta att fornlämningen i själva verket består av några gravgrupper, vilka i tid kan kopplas samman med två av Hälsinglands största husgrunder från den äldre järnåldern. 

### Bollnäs kyrkas område
Kyrkan är från 1300-talets början, den nämns i prosten Ingemunds testamente 1312. Under 1400-talet byggdes den om med ett nytt torn och återinvigdes 1468, men 1590 drabbades den av en brand, efter viken långhus och torn återstod. Åren 1753–1755 byggde man ut den till korsarmskyrka. Efter det har kyrkan renoverats ett flertal gånger. Området kring Bollnäs kyrka är en knutpunkt i många kommunikationsleder, främst eftersom sjön Varpen är en del av älven Ljusnan och att Ljusnans biflöde Voxnan rinner ut i Varpen vid Lenninge. Det geografiska läget innebär att de naturliga färdvägarna åt norr, söder samt väster går förbi kyrkan. Något samhälle växte inte upp runt kyrkan, utan kyrkan med prästgård, kyrkstallar och tillhörande byggnader stod länge ensamt i dalgången. Under det tidiga 1860-talet hade Bollnäs socken en befolkning på drygt 6000 personer och cirka 65 procent av denna livnärde sig på jordbruk. Däremot fanns det gott om färdleder från andra delar av Sverige, däribland Falun och Gävle. Dessa grundades under tidig medeltid (eventuellt ännu tidigare) och växte med tiden till riktiga vägar.

#### "Bollnäsbullret"
Reformationen pågick länge och på sina håll mötte kungen Gustaf Vasa motstånd, däribland hos prosten herr Jon i Bollnäs samt Uppsala-domprosten Göran Turesson (Tre rosor). År 1529 begav sig den senare till Bollnäs för att predika emot Luther, där han fick allmogens stöd i ett uppror som  kallas "Bollnäsbullret" och där kungafogden i Hälsingland frihetsberövades. Som svar skickade Gustav Vasa ilskna brev till landskapet och såg till att herr Jon blev avsatt. Invånarna i Bollnäs ångrade sig dock och skrev en ursäkt daterad till 11 juli 1529, men kungen fortsatte att vara upprörd. I november samma år bestämde han emellertid att straffet för dem blev att böta 200 mark samt 400 mark för herr Jon och som ny kyrkoherde tillsattes år 1533 Nils Larsson (Nicolaus Laurentii). Denne var ursprungligen från Uppsala samt kungen och den nya kristendomsläran trogen.

### Georg Henric Collini och Bollnäs tidiga stadsutveckling

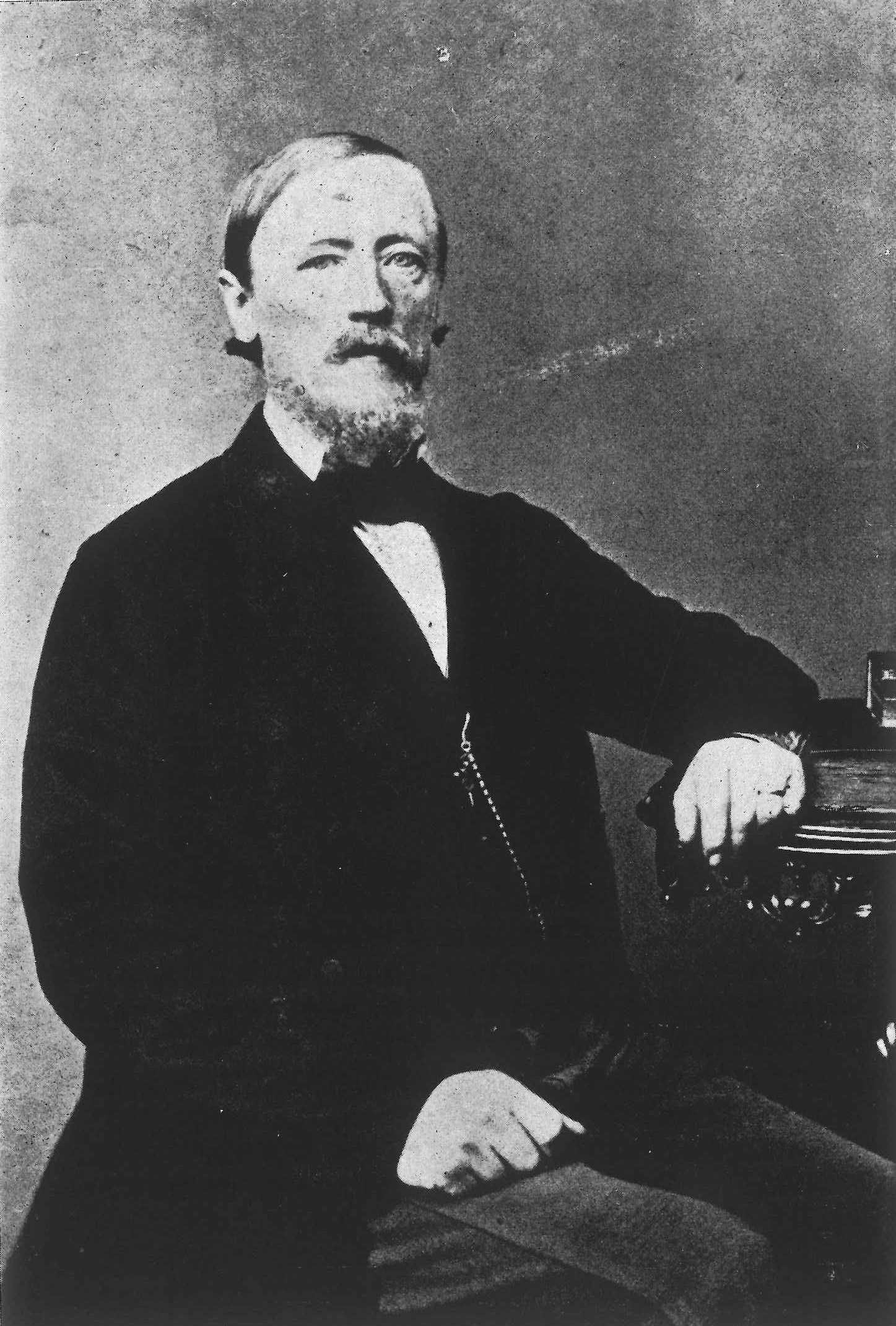
Georg Henric Collini.

Framväxten av Bollnäs stadskärna under 1800-talet är sammankopplad med affärsmannen Georg Henric Collini, född 1820 i Mörkö, Södermanland. Som sexåring flyttade han till Alfta och prosten Fraenell där han växte upp och väl lärde känna bygderna runt Voxnadalen och Bollnäs. Ingenting är känt om hans skolgång, men 1843 emigrerade han, tillsammans med sin blivande svåger C. J Ahlmark, till Louisville, Kentucky USA, där de först försörjde sig som diversearbetare och sedan grundlade en affär tillsammans. Collini blev dock även gårdfarihandlare. 1846 återvände Collini till Sverige för att gifta sig (även om själva bröllopet ägde rum i Kentucky) och några år senare, 1851, bosatte han sig i Bollnäs. Dit flyttade även efter en tid Ahlmark. I maj 1865 dog Collinis hustru, prostdottern Catarina Vilhelmina Fraenell, i barnsäng och året därpå gifte han om sig med Emilia Margareta Maria Lund i Söderhamn. Med dem båda fick han många barn och 1898 avled han, 78 år gammal, i Ljusdal. 
I USA hade Collini inspirerats av en företagarkultur och framtidsanda som i Sverige var något nytt. För Bollnäs såg han stor utvecklingspotential när han med planer på samhällsbygge köpte mark belägen i närheten av kyrkan och landsvägen till Söderhamn. Där hade ingen tidigare vågat slå sig ner, på grund av att terrängen var sank. Där anlades ett torg och 1855 stod Collinis första hus klart.  Huset bestod av en butik och femton rum. Troligtvis gjorde han även lantmätaren intresserad av dessa planer och genom att sälja tomter skapades grogrunden för en grupp hus som sedermera utgjorde det tidiga Bollnäs stadskärna.  Ett nytt hus började byggas 1859 och i december  samma år såldes hans första till apotekaren Bellander i Söderhamn, där denne öppnade ett filialapotek. Collini ville på sin mark bygga ut ett handels- och hantverkscentrum och han drog fördel av att handelstvånget nyligen avskaffats. Detta innebar att endast personer i redan etablerade städer fick ägna sig åt handelsverksamhet (före avskaffandet var det i Hälsingland endast Hudiksvall och Söderhamn där detta var tillåtet). Successivt växte fler och fler verksamheter fram och så tidigt som 1867 fanns sju affärshus belägna till höger om den tidens landsväg mot Söderhamn, den som idag utgörs av Långgatan. När Collini flyttade från Bollnäs 1879 hade orten börjat likna en riktig tätort.  Då hade beteckningen "Bollnässtaden" börjat användas.
Collini var dock inte enbart affärsman, utan också ledamot och ordförande i Bollnäs kommunalnämnd (vilken 1862 ersatt sockenrådet). Dessutom var han för en tid socknens uppbördsman och hade till uppgift att driva in skatter. Han satt utöver det med i styrelserna för Bollnäs Bryggeribolag (grundat 1872) och Ångbåtsbolaget Varpen, vilket fram till 1878 (då Norra Stambanan byggts färdig fram till Bollnäs) drev reguljär ångbåtstrafik på sjön med samma namn. I det senare ledde han trafikverksamheten och fick yrkestiteln inspektor. Nästan allt som hände i Bollnäs vid den här tiden spelade Collini en roll i.

### Kommunikationer samfärdsel

#### Ångbåtstrafik
Ångbåtsbolaget Varpen grundades 1861 och öppnande då upp en trafikled mellan Bollnäs och Söderhamn som sträckte sig ungefär fem mil. Den första delen mellan Söderhamn och Bergvik bestod av järnväg, den andra mellan Bergvik och Landa utgjordes av sjötransport på sjön Bergviken. Mellan Landa och Edsänge, vid sjön Varpen, skedde transporten via hästjärnväg och den sista delen mellan Edsänge och Bollnäs var det återigen sjötransport som gällde. Det byggdes i Bollnäs upp en lastningsplats med stationshus och magasinsbyggnader. När Norra Stambanan stod klar 1878 lades denna verksamhet ner och järnvägseran inleddes.

#### Järnvägen

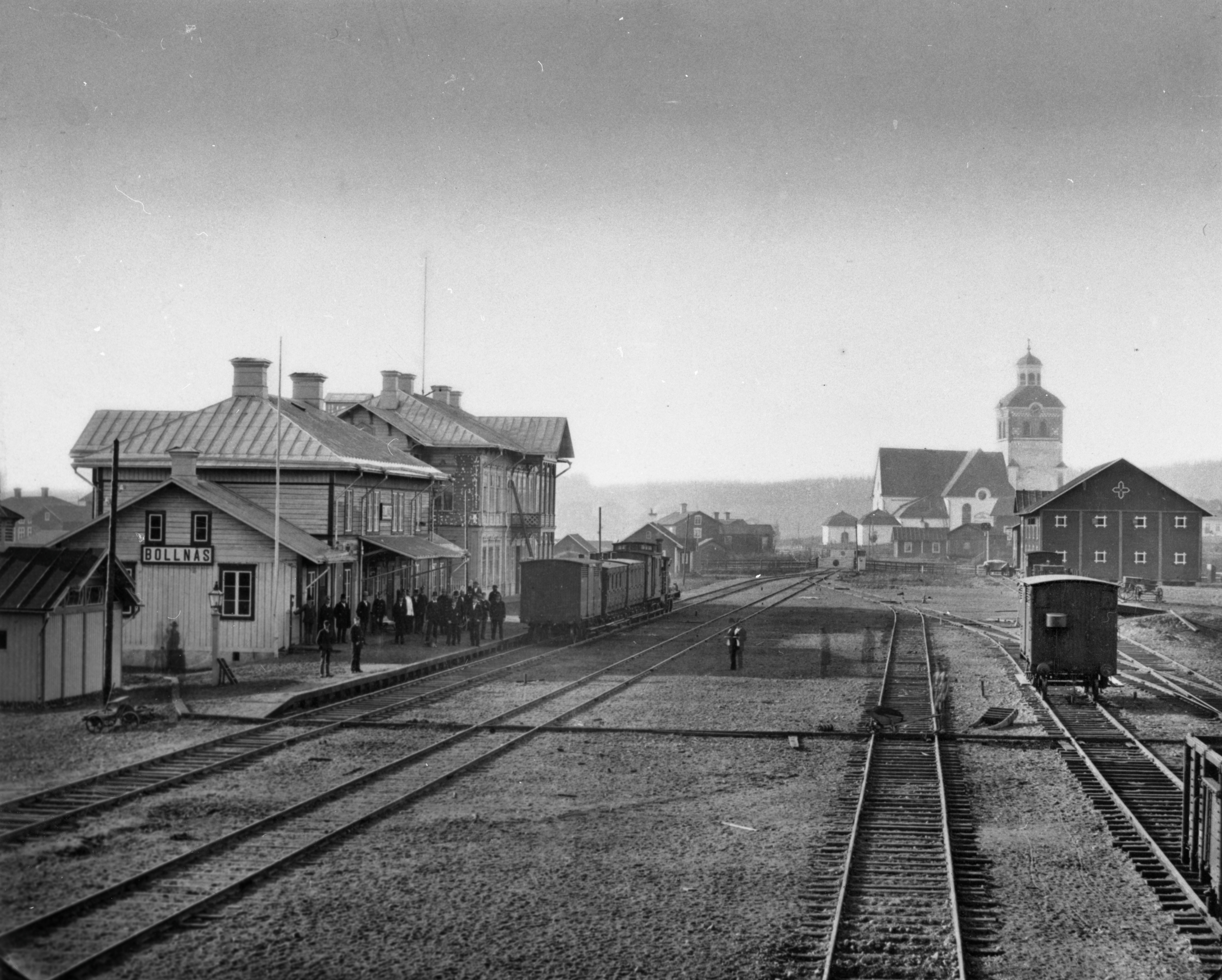
Bollnäs järnvägsstation, gamla järnvägshotellet och delar av bangården från 1878 i förgrunden. I bakgrunden skymtar Bollnäs kyrka.

År 1878 nådde Norra stambanan Bollnäs, med invigning den 23 september. Det var inte självklart att det skulle bli så, eftersom en planerad dragning till Storvik 1866 medförde två  alternativ för vidare utbyggnad; en kustnära som skulle gå till Sundsvall och en som följde Ljusnans dalgång via Ockelbo- Kilafors- Bollnäs-Ljusdal. År 1871 bestämde man sig för det senare och anledningen till det var att myndigheterna av försvarsskäl inte ville se en kustnära stambana. Samma år påbörjades byggnationen av en järnvägslinje mellan Storvik och Uppsala. Järnvägshotellet byggdes år 1876 och köptes 1884 av Wilhelmina Skogh som även ägde Grand Hôtel i Stockholm och andra hotell. Hotellet köptes till en summa av 136000 kr.
Efter detta utbröt "järnvägsfeber" och massor av olika projekt inleddes. 1876 uppfördes "Nya Gästgivargården" (Järnvägshotellet), som blev färdigt att ta emot gäster till den stora invigningen. Dessutom startades Bollnäs Tidning (som började konkurrera med Helsingen om de lokala invånarna) och i dess första nummer förekom det både förteckning över samhällsservice samt annonser, vilka innefattade allt från tre banker och läkarmottagning till kakelugnsmakare och två konfektionsaffärer. 
Verksamheter kopplade till järnvägen satte igång bygdens näringsliv och förvandlade Bollnäs till länets "kommunikationsmetropol". Från sekelskiftet  kompletterades stambanan med en järnväg mot Orsa, som 1919 hade 93 anställda. Så tidigt som 1882 fick Bollnäs en lokomotivverkstad, vilken 1885 utökades med en avdelning för reparation av vagnar. Detta var en omfördelning från Storvik med följden att ett åttiotal arbetare med familjer kom nyinflyttade. Sedan ökade stadigt andelen arbetstillfällen kopplade till järnvägen, såväl arbetare som tjänstemän, under slutet av 1800-talet och hela första delen av 1900-talet. På 1940-talet var nästan 800 personer anställda vid SJ i Bollnäs. Men under 50- och 60-talen och framåt hotades verksamheten av nedläggning och under långa perioder rådde anställningsstopp, vartefter dess omfattning minskade. Lokala politiker och fackföreningar kämpade länge för att bevara den, men 1989 tog SJ beslutet om en avveckling. Då hade järnvägsverkstaden varit igång i 105 år. AGEVE (Gävle vagnverkstad) fortsatte att driva viss verksamhet på området i ytterligare tre år, varefter företaget Bollnäs Fjäder/Trainparts 1993 tog över. 2010 köpte Bollnäs kommun området och 2012 flyttade Trainparts ut som det enda kvarvarande företaget med rötter från SJ-området. Tågklarerarna försvann från Bollnäs under 1981, dessa ersattes med fjärrklarering från Gävle.
SJ-verkstadsområdet byggdes på en sumpmark (i folkmun kallad "Katthavet", eftersom de många råttor och sorkar som trivdes i den blöta miljön drog till sig stadens tamkatter). Den fylldes upp med mängder av sten och i samband med det anslöts avloppsvatten från nuvarande stadsdelen Gärdet till en stentunnel, men det smutsiga vattnet fortsatte rinna rakt ut i Varpen. Verkstadsområdet stängdes av för obehöriga och det har aldrig förekommit någon bostadsbebyggelse där. 

### Elektrifiering

Sveriges första transformator, uppsatt i Bollnäs 1889.

Elektrifieringen i Hälsingland var en av de snabbaste i Sverige. I Bollnäs introducerades år 1885 elektrisk belysning vid Bollnäs mekaniska verkstad där ett 40-tal glödlampor installerats, generatorn här var ångdriven. År 1889 installerades i Bollnäs Sveriges första transformator för eldistribution. Den ingick i ett överföringssystem med växelström som matades med en generator vid Broddlägrets kvarn vid älven Ljusnans västra strand. Här överfördes högspänd växelström på ca 1000 volt i ledningen till förbrukarna som fanns i Bollnäs centrum cirka en kilometer bort. Förbrukarna var ett gästgiveri, bryggeri och järnvägsstationen. I närheten av förbrukarna monterades en transformator upp som sänkte spänningen till 110 volt, en nivå som passade förbrukarnas lampor som anslöts. Transformatorn placerades som bilden visar, på en stolpe för att vara beröringsskyddade. Denna teknik med högspänd växelströmsöverföring gjorde att mer energi kunde överföras på längre avstånd.
Ägare till kvarnen med generatorn, gästgiveriet och bryggeriet var Johan Larzon, född 1837, död 1902.
Utbyggnad av Broddlägrets elverket sker.  Den 13 augusti år 1900 skriver Söderhamns tidning att "den nya dynamon för trefas-ström har profkörts och befunnits arbeta till belåtenhet".  Med åren fortsatte elproduktionen och distributionen vid Broddlägret att byggas ut, och verksamheten kom att drivas under namnet Broddlägrets elektricitetsverk. År 1942 köptes elverket med distributionsområdet upp av Bollnäs Kraftaktiebolag, (ett dotterbolag till Skandinaviska Elverk), som sedan 1935 och fram till 1982, ägde distributionsnätet i Bollnäs-området.
År 1896 fick Jon Ersson i Säfversta koncession för att från "Elektriska stationen vid Elftorps kvarn vid Voxna elf i Bollnäs" överföra elektricitet till belysning inom municipalsamhället och vid angränsande gårdar. Överföringen höll en spänning av 2000 volt som framme vid kunderna transformerades ned till 110 volt.
År 1904 begär Landstinget att få dra elektrisk ledning från Broddlägrets kvarn till Höghammar, ingen erinran lämnas mot detta.
En journalist på besök i Hälsingland 1914 för att skildra landskapet där "elektriciteten gjort större landvinningar än i någon annan svensk provins" uttryckte:
| ”     | Bollnäs köping, som är Sveriges mest effektivt elektrifierade samhälle. Här finnes ej en enda bostadslägenhet, som saknar elektriskt ljus. Och på varje invånare kommer i medeltal 30 normalljus, vilket lär vara 10 normalljus mera än något annat svenskt samhälle f.n. kan uppvisa. | „ |
| – VLT | |   |

### Bollnäs blir stad
Vid tolvslaget mellan 1941 och 1942 fick Bollnäs status av stad och blev då Sveriges 87:e i ordningen, med en folkmängd på drygt 4500.  Köpingarna Bollnäs (1906) och Björkhamre (1923) slogs ihop och utlösete en för sin tid ovanlig yra, som lokaltidningen Ljusnan beskrev på följande sätt:
"Aldrig tillförne har så mycket folk varit församlat i Bollnäs (...) "människomassorna stodo packade på Odenplan och de tillöpande gatorna" (...) "Det blev ett par minuters nästan andlös tystnad, Man tyckte allting stod stilla medan det nya året i outgrundligt majestät steg över tröskeln med det nya Bollnäs i famnen." 
Uppskattningsvis 10 000 besökare trotsade vinterkylan för att lyssna till tal av stadsfullmäktigeordförande Elon Andersson, landshövding Rickard Sandler, teologie doktor Johan Söderlind och kommunalborgmästare Erik Lindgren, men de fick också bevittna ett stort fyrverkeri som i den krigshärjade samtiden måste ha varit särskilt uppskattat. På Stora Hotellet bjöds 130 inbjudna gäster på en bankett, bland annat bestående av kalkon och under kvällen utväxlades telegram med kung Gustav V och Kumla (som också fick stadsrättigheter vid samma tidpunkt). 
Det var i en svår tid med begränsade resurser som den nya stadens administration behövde hantera problem, däribland en underutvecklad bostadssituation. Regeringen hade infört nybyggarförbud för att kunna förlägga byggandet till orter som var i störst behov av det och dit räknades Bollnäs. HSB startade ett samarbete med staden och uppförde flerfamiljshus på Gärdet. 1947 grundades den kommunala stiftelsen Bollnäs Bostäder och 1949  bodde 700 personer (14 %) av invånarna i moderna lägenheter.

### Administrativa tillhörigheter
Bollnäs var kyrkby i Bollnäs socken. I Bollnäs landskommun inrättades för orten Bollnäs municipalsamhälle 6 juli 1888. 1906 utbröts orten ur landskommunen och bildade Bollnäs köping som sedan 1942 gick upp i Bollnäs stad där samtidigt Björkhamre köping uppgick, som också bebyggelsemässigt tidigare växt samman. 1959 utökades stadskommunen då Bollnäs landskommun uppgick i den och omfattningen av bebyggelsen i Bollnäs utgjorde därefter bara en mindre del av stadens yta.  1971 uppgick stadskommunen i Bollnäs kommun med Bollnäs som centralort i kommunen.
Bollnäs har tillhört och tillhör Bollnäs församling.
Bollnäs ingick från 1877 till 1971 i Bollnäs domsagas tingslag, Bollnäs tingslag dessförinnan. Från 1971 till 2005 ingick orten i Bollnäs domsaga och ingår sedan 2005 i Hudiksvalls domsaga.

### Befolkningsutveckling
| Befolkningsutvecklingen i Bollnäs 1900–2020   | Befolkningsutvecklingen i Bollnäs 1900–2020 | Befolkningsutvecklingen i Bollnäs 1900–2020 | Befolkningsutvecklingen i Bollnäs 1900–2020 | Befolkningsutvecklingen i Bollnäs 1900–2020 |
| --------------------------------------------- | ------------------------------------------- | ------------------------------------------- | ------------------------------------------- | ------------------------------------------- |
|                                               |                                             |                                             |                                             |                                             |
| År                                            |                                             |                                             | Folkmängd                                   | Areal (ha)                                  |
| 1900                                          | 1900                                        |                                             | 785                                         | †                                           |
| 1960                                          | 1960                                        |                                             | 10 664                                      |                                             |
| 1965                                          | 1965                                        |                                             | 11 603                                      |                                             |
| 1970                                          | 1970                                        |                                             | 13 003                                      |                                             |
| 1975                                          | 1975                                        |                                             | 13 305                                      |                                             |
| 1980                                          | 1980                                        |                                             | 13 045                                      |                                             |
| 1990                                          | 1990                                        |                                             | 13 155                                      | 1 260                                       |
| 1995                                          | 1995                                        |                                             | 13 494                                      | 1 278                                       |
| 2000                                          | 2000                                        |                                             | 12 726                                      | 1 278                                       |
| 2005                                          | 2005                                        |                                             | 12 455                                      | 1 283                                       |
| 2010                                          | 2010                                        |                                             | 12 842                                      | 1 287                                       |
| 2015                                          | 2015                                        |                                             | 13 716                                      | 1 463                                       |
| 2020                                          | 2020                                        |                                             | 14 033                                      | 1 312                                       |
| † Befolkning runt ett municipalsamhälle 1900. |                                             |                                             |                                             |                                             |

## Samhället

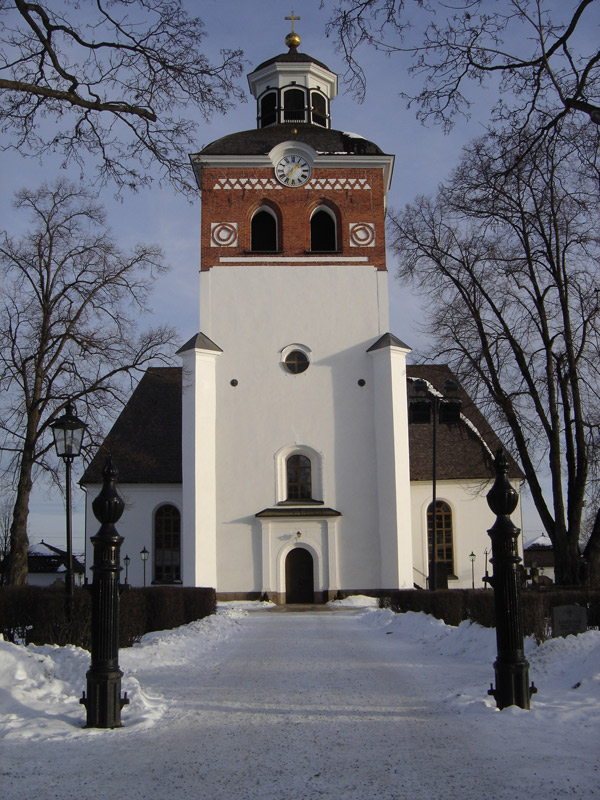
Bollnäs kyrka.

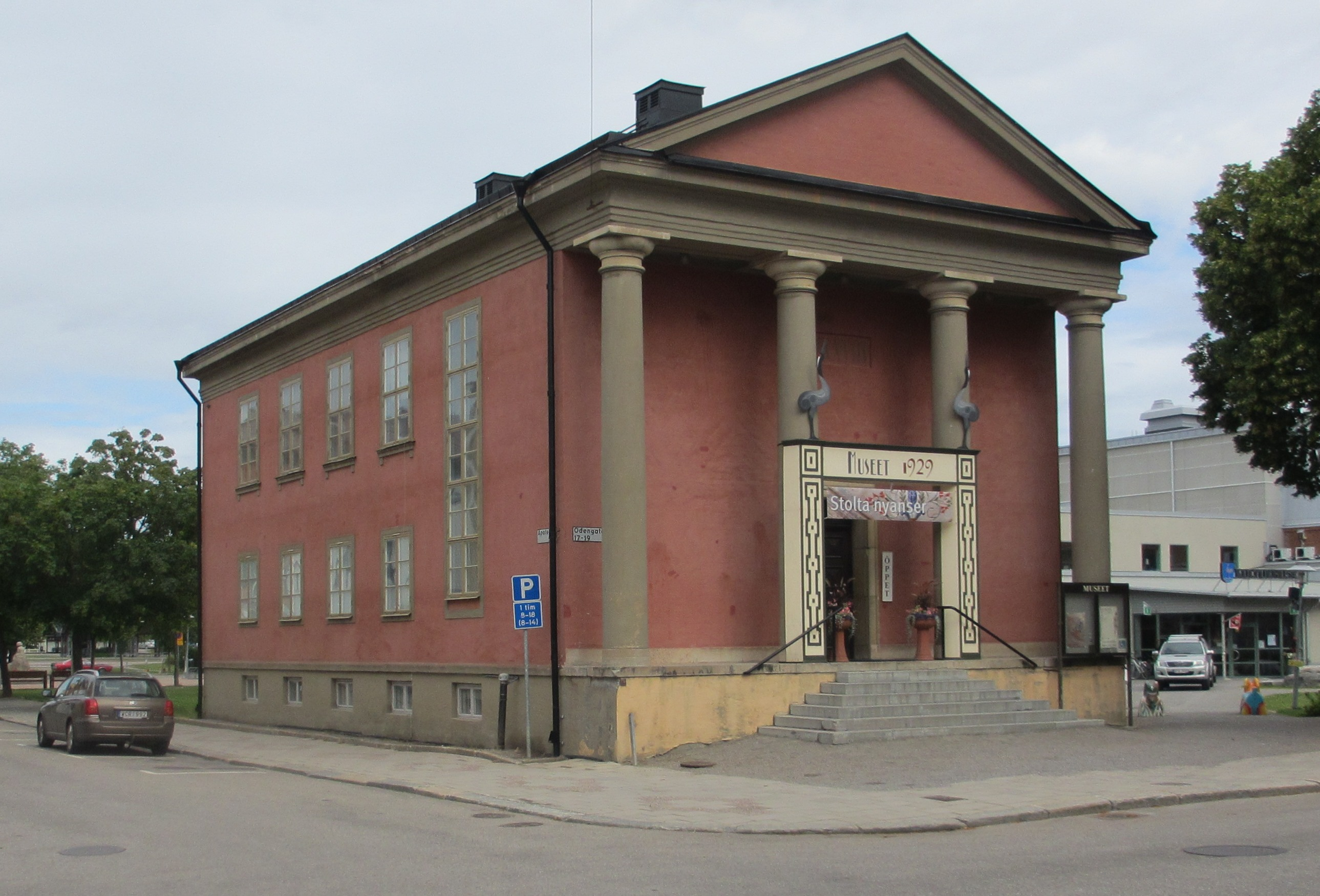
Bollnäs museum (1929).

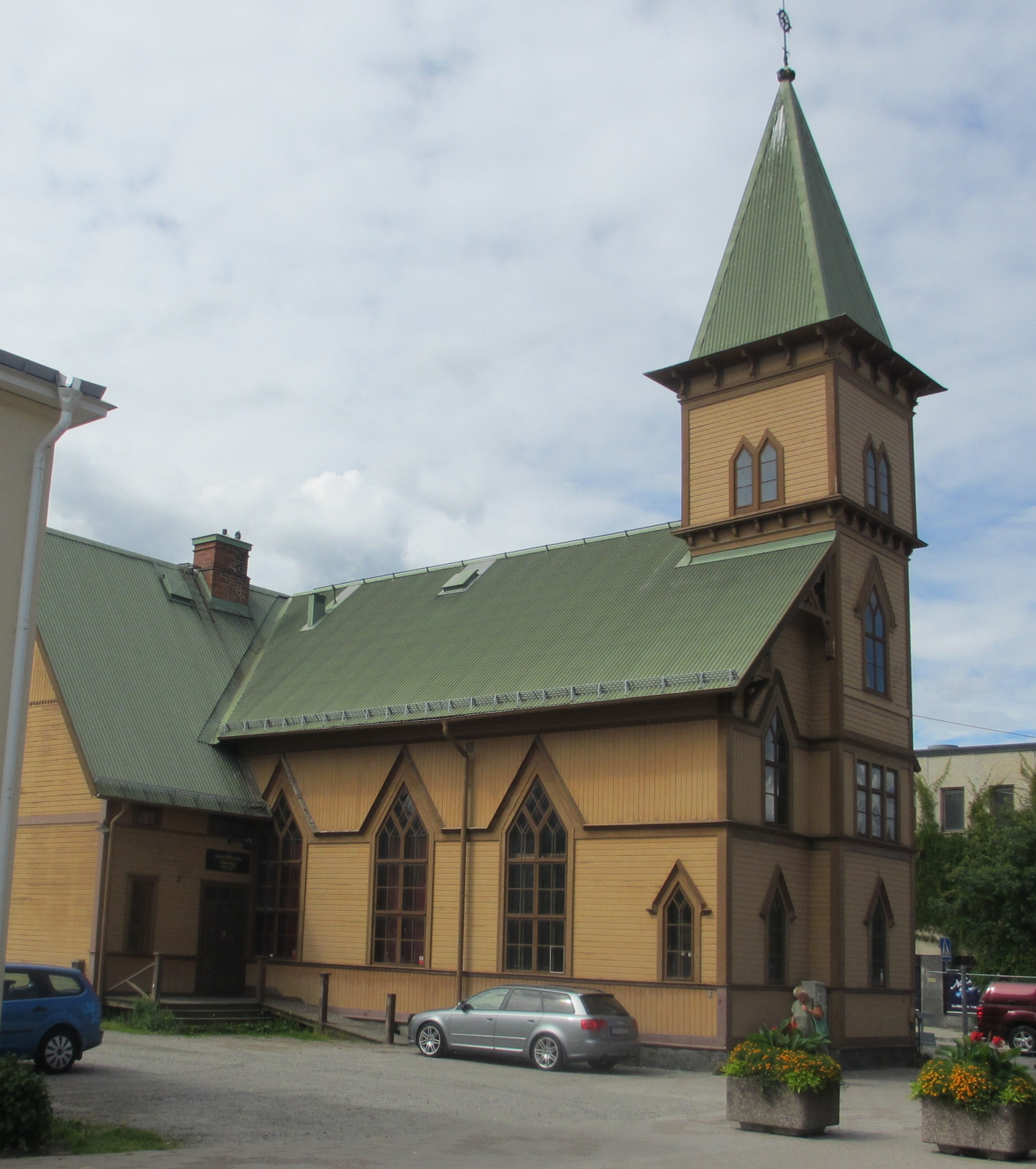
Träkyrkan.

Bollnäs har nio kommunala grundskolor, tre gymnasieskolor, en yrkeshögskola och Bollnäs folkhögskola. Det finns ett badhus och en sporthall. I Bollnäs centrum finns större butikskedjor som Åhléns, Intersport, Lindex, Team Sportia och annan detaljhandel och restaurangverksamhet.
Öster om centrum ligger Långnäs som sträcker ut sig mellan sjön Vågen och Varpen, en del av Ljusnan, med Folkets Park och en camping. På Långnäs spelade Bollnäs bandylag sina hemmamatcher, närmare bestämt på en gräsplan som spolades till bandybana fram till år 1973 när verksamheten flyttades till då nybyggda Sävstaås IP.
Heden är en stadsdel som är belägen väster om stadskärnan. Där ligger Bollnäs sjukhus, mittemot finns räddningstjänsten med brandstation och ambulansstation. Väster därom ligger det som tidigare var ett av Sveriges största sjukhus specialiserat på psykvård, Hälsinge Sjukhus. Idag rymmer de gamla sjukhuslokalerna skollokaler och kontor mm. Väster om sjukhuset har också Bollnäs Ridsällskap sina lokaler.

### Bankväsende
Bollnäs sockens sparbank grundades 1864. Det beslutades senare att denna sparbank skulle upplösas, vilket skedde 1896. En ny sparbank, Bollnäs sparbank, grundades istället ungefär samtidigt. Denna uppgick 1966 i Gävleborgs sparbank.
Gefleborgs enskilda bank öppnade ett kontor i Bollnäs den 15 juli 1873. Helsinglands enskilda bank öppnade ett kontor kort därefter den 1 juli 1874. Under 1910-talet uppgick Gävleborgsbanken i Svenska Handelsbanken och Hälsingebanken i Mälareprovinsernas bank, som i sin tur också uppgick i Svenska Handelsbanken.
År 1894 bildades en lokal folkbank, Bollnäs folkbank. Den övertogs 1922 av Sundsvalls enskilda bank.
Swedbank, Handelsbanken och Nordea hade år 2023 alltjämt kontor i Bollnäs.

## Kultur och föreningsliv
Bollnäs Jazz Club bildades 1981 och är en arrangörer av jazzkonserter med hittills över 350 konserter under åren som gått. Hälsinglands Dansteater bildades 1995 och är en ideell förening som arbetas med dans, dansteater och teater.
Bollnäs kulturskola blev 2005 utsedd till "Årets Musikskola", samma år som kulturskolan fyllde 50 år.  

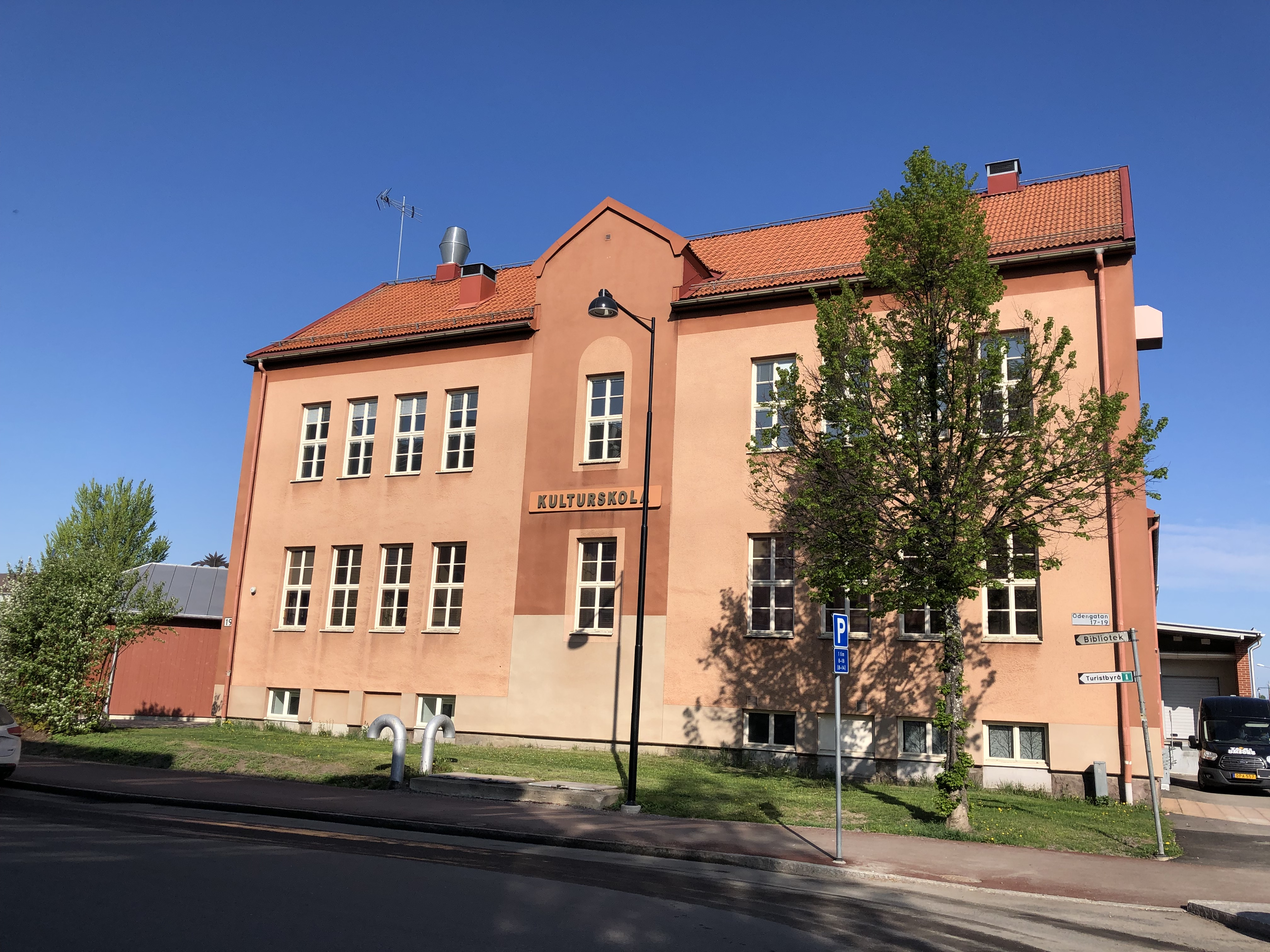
Bollnäs kulturskola

Dansoteket Bollnäs bildades 1990 och är en ideell förening för fristående dans. Föreningen har sin lokal i Kulturhuset i Bollnäs. Kulturhuset angränsar mot Bollnäs museum som byggdes 1929. 

### Sport
I Bollnäs finns idrottsklubbar som Bollnäs GoIF/BF som är en bandy- och fotbollsklubb, Rehns BK inom orientering, skidorientering och skidåkning och Bollnäs Alpina klubb som arrenderar backen Bolleberget, 3 kilometer från Bollnäs centrum.
Bollnästravet, som tillsammans med Hagmyren är en av de två travbanor som finns i Hälsingland, ligger vid Sävstaås i Bollnäs.
FBC Bollnäs är stadens innebandylag, vilket är den största föreningen i staden. FBC spelar för närvarande i division 1.[källa behövs]

## Kända personer med anknytning till Bollnäs
Se även Personer från Bollnäs
| - Anders Bergman, ishockeyspelare - Martin Boman, radioprogramledare - Emma Broomé, skådespelare - Carl Bååth, arkitekt - Georg Henric Collini, Bollnäs grundare, handlare mm. - Stefan Daagarsson (Rotebergs-Raggarn) - Nicholas Edlund, ishockeyspelare - Anders Eriksson, ishockeyspelare - Birger Fält, svensk idrottare - Åke Hasselgård, jazzmusiker - Peter "Puma" Hedlund, riksspelman - Eric Hegg, svenskamerikansk fotograf - C.-H. Hermansson, politiker - Anna-Karin Kammerling, simmare - Örjan Kihlström, travkusk - Pernilla Lindberg, golfspelare - Erik J. Olsson, Filosof - Gösta "Snoddas" Nordgren, sångare och bandyspelare - Jennie Norelli, operasångerska - Karl Rune Nordkvist, författare - Arne "Rosen" Qvick, sångare - Victoria Silvstedt, fotomodell, skådespelerska och sångerska - Wilhelmina Skogh - Peter Stormare, skådespelare och musiker - Jan Sundlöf, bandyspelare, kommendörkapten, Navy SEAL Team 2 - Olle Svensson, författare - Per-Inge Tällberg, backhoppare - Staffan Tällberg, backhoppare - Helge Törnros, författare - Sten Wahlund, statistiker - Walter Wallberg, OS-Guldmedaljör 2022 i puckelpist - Åke Wassing, författare - Andreas Westh, bandyspelare - Bengt Åberg, världsmästare i motocross - Nelly Östlund, var en Svensk riksspelman |